# Campionati tedeschi di sci alpino 1995
I Campionati tedeschi di sci alpino 1995 si svolsero ad Altenmarkt-Zauchensee (in Austria), a Garmisch-Partenkirchen e a San Candido (in Italia) tra il 22 febbraio e l'11 aprile. Furono assegnati i titoli di discesa libera, supergigante, slalom gigante e slalom speciale maschili e di slalom gigante e slalom speciale femminili.
Trattandosi di competizioni valide anche ai fini del punteggio FIS, vi parteciparono anche sciatori di altre federazioni, senza che questo consentisse loro di concorrere al titolo nazionale tedesco.

## Risultati

### Uomini

#### Discesa libera
| Pos. | Atleta               | Nazione       | Tempo   |
| ---- | -------------------- | ------------- | ------- |
| 1    | Christophe Aubonnet  | Francia       | 1:20,01 |
| 2    | Achim Vogt           | Liechtenstein | 1:20,05 |
| 3    | Berni Huber          | Germania      | 1:20,07 |
| 4    | Daniel Brunner       | Svizzera      | 1:20,15 |
| 5    | Christian Deißenböck | Germania      | 1:20,28 |
| 5    | Michael Walchhofer   | Austria       | 1:20,28 |
| 7    | Edi Dreschl          | Austria       | 1:20,32 |
| 8    | Daniel Caduff        | Svizzera      | 1:20,36 |
| 9    | Markus Foser         | Liechtenstein | 1:20,54 |
| 10   | Heinrich Rupp        | Svizzera      | 1:20,55 |
|      |                      |               |         |
| 12   | Max Rauffer          | Germania      | 1:20,66 |

Data: 10 aprile

Località: Altenmarkt-Zauchensee

#### Supergigante
| Pos. | Atleta               | Nazione       | Tempo   |
| ---- | -------------------- | ------------- | ------- |
| 1    | Achim Vogt           | Liechtenstein | 1:10,12 |
| 2    | Christian Deißenböck | Germania      | 1:10,43 |
| 3    | Edi Dreschl          | Austria       | 1:10,45 |
| 4    | Heinrich Rupp        | Svizzera      | 1:10,60 |
| 5    | Wolfgang Rieder      | Austria       | 1:10,64 |
| 6    | Christian Pichler    | Austria       | 1:10,77 |
| 7    | Berni Huber          | Germania      | 1:11,12 |
| 8    | Michael Lichtenegger | Austria       | 1:11,24 |
| 9    | Christian Forrer     | Svizzera      | 1:11,29 |
| 10   | Roland Assinger      | Austria       | 1:11,48 |
| 10   | Josef Strobl         | Austria       | 1:11,48 |
| 12   | Stefan Stankalla     | Germania      | 1:11,51 |

Data: 11 aprile

Località: Altenmarkt-Zauchensee

#### Slalom gigante
| Pos. | Atleta               | Nazione  | Tempo   |
| ---- | -------------------- | -------- | ------- |
| 1    | Hermann Schiestl     | Austria  | 2:08,59 |
| 2    | Norman Bergamelli    | Italia   | 2:08,61 |
| 3    | Fritz Strobl         | Austria  | 2:09,05 |
| 4    | Tobias Barnerssoi    | Germania | 2:09,16 |
| 5    | Giancarlo Bergamelli | Italia   | 2:09,32 |
| 6    | Sergio Bergamelli    | Italia   | 2:09,35 |
| 7    | Patrick Holzer       | Italia   | 2:09,60 |
| 8    | Bernhard Gstrein     | Austria  | 2:09,62 |
| 9    | Josef Polig          | Italia   | 2:09,84 |
| 10   | Andreas Ertl         | Germania | 2:09,86 |
| 11   | Alois Vogl           | Germania | 2:09,88 |

Data: 2 aprile

Località: San Candido

#### Slalom speciale
| Pos. | Atleta                 | Nazione  | Tempo   |
| ---- | ---------------------- | -------- | ------- |
| 1    | Fabrizio Tescari       | Italia   | 1:38,28 |
| 2    | Angelo Weiss           | Italia   | 1:38,30 |
| 3    | Christian Mayer        | Austria  | 1:38,54 |
| 4    | Alois Vogl             | Germania | 1:39,76 |
| 5    | Ovidio García          | Spagna   | 1:39,96 |
| 6    | Konrad Kurt Ladstätter | Italia   | 1:40,04 |
| 6    | Günther Mast           | Germania | 1:40,04 |
| 8    | Heinz Schilchegger     | Austria  | 1:40,35 |
| 9    | Kilian Albrecht        | Austria  | 1:40,46 |
| 10   | Sergio Bergamelli      | Italia   | 1:40,50 |
| 11   | Bernhard Bauer         | Germania | 1:40,53 |

Data: 1º aprile

Località: San Candido

### Donne

#### Slalom gigante
| Pos. | Atleta                | Nazione     | Tempo   |
| ---- | --------------------- | ----------- | ------- |
| 1    | Ingeborg Helen Marken | Norvegia    | 1:51,24 |
| 2    | Christina Meier       | Germania    | 1:51,76 |
| 3    | Katrin Gutensohn      | Germania    | 1:51,82 |
| 3    | Katja Seizinger       | Germania    | 1:51,82 |
| 5    | Trude Gimle           | Norvegia    | 1:51,90 |
| 6    | Marianne Winge        | Norvegia    | 1:51,95 |
| 7    | Michaela Gerg         | Germania    | 1:52,01 |
| 8    | Shannon Nobis         | Stati Uniti | 1:52,20 |
| 9    | Cornelia Meusburger   | Austria     | 1:52,23 |
| 10   | Manuela Umele         | Austria     | 1:52,25 |

Data: 22 febbraio

Località: Garmisch-Partenkirchen

#### Slalom speciale
| Pos. | Atleta           | Nazione     | Tempo   |
| ---- | ---------------- | ----------- | ------- |
| 1    | Martina Ertl     | Germania    | 1:22,14 |
| 2    | Sibylle Brauner  | Germania    | 1:23,26 |
| 3    | Trude Gimle      | Norvegia    | 1:23,85 |
| 4    | Kristina Koznick | Stati Uniti | 1:24,04 |
| 5    | Katja Seizinger  | Germania    | 1:24,06 |
| 6    | Hilde Gerg       | Germania    | 1:24,08 |
| 6    | Petra Haltmayr   | Germania    | 1:24,08 |
| 8    | Carrie Sheinberg | Stati Uniti | 1:24,39 |
| 9    | Tatjana Holzer   | Austria     | 1:24,65 |
| 10   | Manuela Umele    | Austria     | 1:24,82 |

Data: 23 febbraio

Località: Garmisch-Partenkirchen